# Стањо Ломбардо
Стањо Ломбардо (итал. Stagno Lombardo) је насеље у Италији у округу Кремона, региону Ломбардија.
Према процени из 2011. у насељу је живело 997 становника. Насеље се налази на надморској висини од 36 м.

## Становништво
Према резултатима пописа становништва 2011. у општини је живело 1.570 становника.
| 1931. | 1936. | 1951. | 1961. | 1971. | 1981. | 1991. | 2001. | 2011. |
| ----- | ----- | ----- | ----- | ----- | ----- | ----- | ----- | ----- |
| 3.389 | 3.409 | 3.571 | 2.595 | 1.818 | 1.483 | 1.442 | 1.457 | 1.570 |